# Diocesi di Vittoriana
La diocesi di Vittoriana (in latino Dioecesis Victorianensis) è una sede soppressa e sede titolare della Chiesa cattolica.

## Storia
Vittoriana, nell'odierna Tunisia, è un'antica sede episcopale della provincia romana di Bizacena.
Sono cinque i vescovi documentati di questa diocesi africana. Saturnino prese parte al concilio di Cartagine convocato il 1º settembre 256 da san Cipriano per discutere della questione relativa alla validità del battesimo amministrato dagli eretici, e figura al 51º posto nelle Sententiae episcoporum. Getulico partecipò al concilio di Cabarsussi, tenuto nel 393 dai massimianisti, corrente dei donatisti, e ne firmò gli atti; i massimianisti sostenevano la candidatura di Massimiano sulla sede di Cartagine, contro quella di Primiano. Il donatista Saturnino intervenne alla conferenza di Cartagine del 411, che vide riuniti assieme i vescovi cattolici e donatisti dell'Africa romana; in quell'occasione la sede non aveva il vescovo cattolico.
Il nome di Rufiniano figura all'88º posto nella lista dei vescovi della Bizacena convocati a Cartagine dal re vandalo Unerico nel 484; Rufiniano, come tutti gli altri vescovi cattolici africani, fu condannato all'esilio. Questo vescovo è da identificare con l'omonimo vescovo della Bizacena che, fuggendo la persecuzione dei vandali, si rifugiò su un'isola della Sicilia, dove, attorno al 499/500 ricevette la visita di Fulgenzio di Ruspe. L'ultimo vescovo noto di Vittoriana è Pompeiano, che partecipò al concilio di Costantinopoli del 553.
Dal 1958 Vittoriana è annoverata tra le sedi vescovili titolari della Chiesa cattolica; dal 22 febbraio 2013 l'arcivescovo, titolo personale, titolare è Ettore Balestrero, osservatore permanente della Santa Sede presso l'Ufficio delle Nazioni Unite ed Istituzioni specializzate a Ginevra e l'Organizzazione mondiale del commercio e rappresentante della Santa Sede presso l'Organizzazione internazionale per le migrazioni.

## Cronotassi

### Vescovi
- Saturnino † (menzionato nel 256)
  - Getulico † (menzionato nel 393) (vescovo donatista)
  - Saturnino † (menzionato nel 411) (vescovo donatista)
- Rufiniano † (prima del 484 - dopo il 499/500)
- Pompeiano † (menzionato nel 553)

### Vescovi titolari
- José Gabriel Calderón Contreras † (18 dicembre 1958 - 26 aprile 1962 nominato vescovo di Cartago)
- Carlo Colombo † (7 marzo 1964 - 11 febbraio 1991 deceduto)
- Cesare Nosiglia (6 luglio 1991 - 6 ottobre 2003 nominato arcivescovo, titolo personale, di Vicenza)
- Mauro Piacenza (13 ottobre 2003 - 20 novembre 2010 nominato cardinale diacono di San Paolo alle Tre Fontane)
- Giuseppe Sciacca (3 settembre 2011 - 10 novembre 2012 nominato vescovo titolare di Fondi)
- Ettore Balestrero, dal 22 febbraio 2013